# ADORA2A
ADORA2A (англ. Adenosine A2a receptor) – білок, який кодується однойменним геном, розташованим у людей на короткому плечі 22-ї хромосоми. Довжина поліпептидного ланцюга білка становить 412 амінокислот, а молекулярна маса — 44 707.
| 10         |  | 20         |  | 30         |  | 40         |  | 50         |
| ---------- |  | ---------- |  | ---------- |  | ---------- |  | ---------- |
| MPIMGSSVYI |  | TVELAIAVLA |  | ILGNVLVCWA |  | VWLNSNLQNV |  | TNYFVVSLAA |
| ADIAVGVLAI |  | PFAITISTGF |  | CAACHGCLFI |  | ACFVLVLTQS |  | SIFSLLAIAI |
| DRYIAIRIPL |  | RYNGLVTGTR |  | AKGIIAICWV |  | LSFAIGLTPM |  | LGWNNCGQPK |
| EGKNHSQGCG |  | EGQVACLFED |  | VVPMNYMVYF |  | NFFACVLVPL |  | LLMLGVYLRI |
| FLAARRQLKQ |  | MESQPLPGER |  | ARSTLQKEVH |  | AAKSLAIIVG |  | LFALCWLPLH |
| IINCFTFFCP |  | DCSHAPLWLM |  | YLAIVLSHTN |  | SVVNPFIYAY |  | RIREFRQTFR |
| KIIRSHVLRQ |  | QEPFKAAGTS |  | ARVLAAHGSD |  | GEQVSLRLNG |  | HPPGVWANGS |
| APHPERRPNG |  | YALGLVSGGS |  | AQESQGNTGL |  | PDVELLSHEL |  | KGVCPEPPGL |
| DDPLAQDGAG |  | VS         |  |            |  |            |  |            |

A: Аланін

C: Цистеїн

D: Аспарагінова кислота

E: Глутамінова кислота

F: Фенілаланін

G: Гліцин

H: Гістидин

I: Ізолейцин

K: Лізин

L: Лейцин

M: Метіонін

N: Аспарагін

P: Пролін

Q: Глутамін

R: Аргінін

S: Серин

T: Треонін

V: Валін

W: Триптофан

Кодований геном білок за функціями належить до рецепторів, g-білокспряжених рецепторів, білків внутрішньоклітинного сигналінгу. 
Локалізований у клітинній мембрані, мембрані.